# Protonema

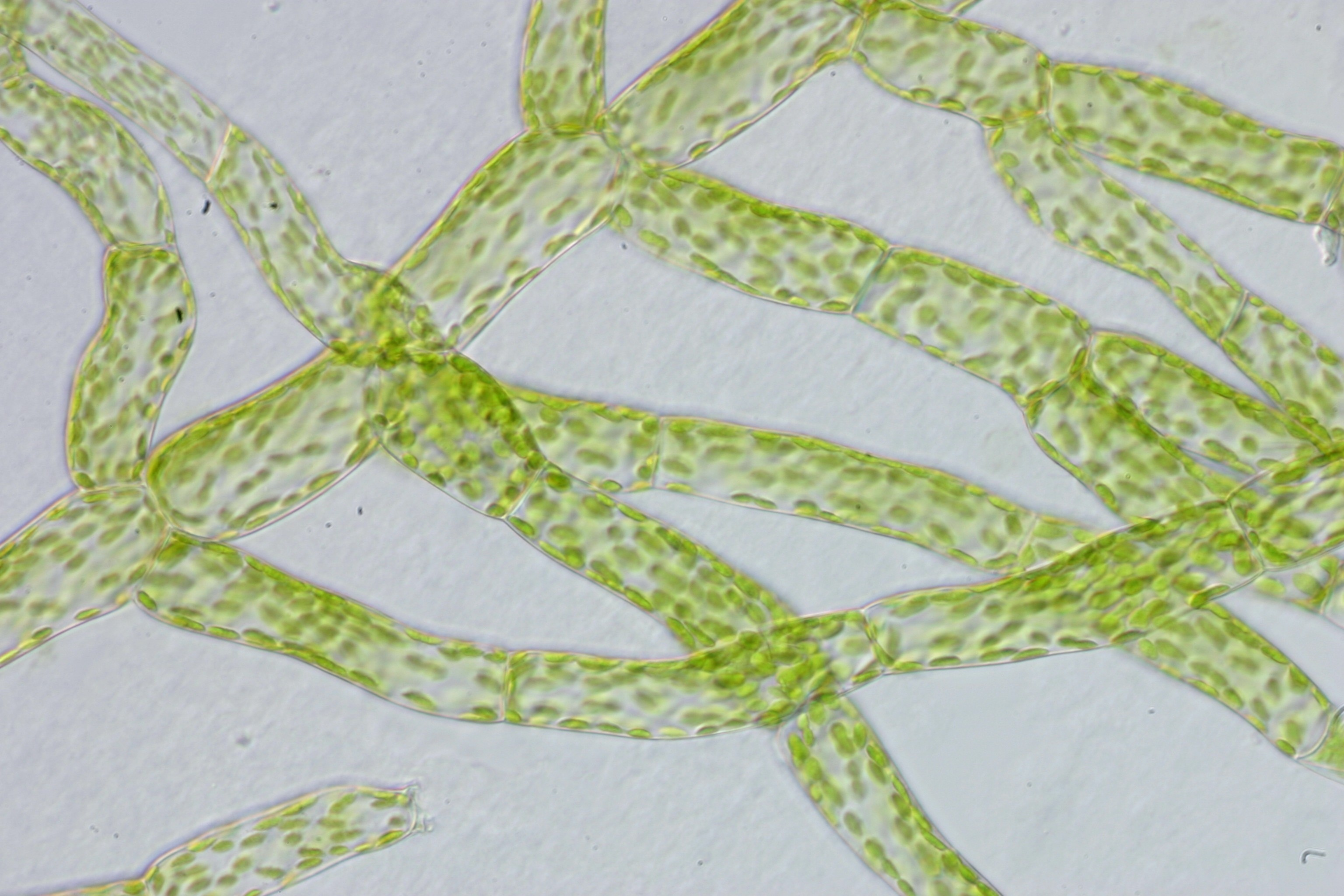
Células protonémicas del musgo Physcomitrella patens

Un protonema (del griego protos, ‘primero’, y nema, ‘filamento’) es un órgano filamentoso y ramificado, que nace de las esporas de los briofitos, y sobre el cual se desarrollan los gametofitos.
Un protonema es una cadena filiforme de las células que forman la primera etapa (la fase haploide) de un ciclo de vida de los briofitos. Cuando un musgo crece por primera vez de la espora, crece como un protonema que se desarrolla en un gametóforo frondoso.
Las hepáticas no tienen una etapa protonemal, las esporas germinan directamente en una nueva generación de gametófitos.
Las esporas del musgo germinan hasta formar una estructura filamentosa parecida a una alga, llamada protonema. Representa el gametófito en su estadio juvenil. Mientras que el protonema crece por división celular apical, en algún momento, bajo la influencia de la fitohormona citoquinina, se inducen brotes, que crecen por las células apicales de tres caras. Estos dan lugar a gametóforos, estructuras parecidas a tallos y hojas ―los briofitos no tienen verdaderas hojas (megaphyll)―. Estos gametóforos son la forma adulta del gametófito.
Los protonemas son característicos de todos los musgos y de algunas hepáticas, pero están ausentes de hornabeques (también llamados antocerotes y cerastios, en inglés hornworts). El protonema es también la parte fotosintética de una espora de helecho en proceso de germinación.